# Laurens De Plus
Laurens De Plus (Aalst, 4 de setembre de 1995) és un ciclista belga, professional des del 2016. Actualment corre a l'equip Ineos Grenadiers. En el seu palmarès destaca el BinckBank Tour de 2019.

## Palmarès
- 2015
  - 1r a la Gant-Staden
  - Vencedor d'una etapa al Giro de la Vall d'Aosta
- 2018
  -  Campió del món en contrarellotge per equips
- 2019
  - 1r al BinckBank Tour

### Resultats al Giro d'Itàlia
- 2017. 24è de la classificació general
- 2019. Abandona (7a etapa)
- 2023. 10è de la classificació general

### Resultats a la Volta a Espanya
- 2018. Abandona (19a etapa)
- 2023. Abandona (1a etapa)

### Resultats al Tour de França
- 2019. 23è de la classificació general
- 2024. 15è de la classificació general